# 세무잡
세무잡은 대한민국의 세무회계분야 전문취업 플랫폼이다.

## 개요
세무잡은 세무회계분야 구인구직자들간 다양한 취업정보와 지식을 공유하고 소통하기 위해 2021년 3월에 설립된 전문취업 플랫폼으로, 세무회계분야 취업정보의 비대칭성 해소 및 접근성 향상을 목표로 구직자의 경력과 희망 연봉, 근무지를 분석해 세무회계 인력 수요와 수급 시기에 맞게 취업 희망자와 기업을 연결해 주고 있다.

## 제공 서비스

### 구인구직
국내 세무 및 회계분야 채용정보 및 공채소식, 연봉정보, 교육정보 등을 제공하고 있으며,
네이버, 워크넷 등 포털취업사이트와의 제휴를 통해 다양한 컨텐츠를 제공중이다.

### 네이버 채용정보 컬렉션
2021년 9월부터 네이버 통합검색 내 채용정보 컬렉션에 세무회계분야 채용공고를 실시간 제공하고 있다.